# Dříteč
Dříteč település Csehországban, a Pardubicei járásban. Dříteč Újezd u Sezemic, Němčice, Bukovina nad Labem, Rokytno, Sezemice és Hrobice településekkel határos. Lakosainak száma 650 fő (2024. január 1.).

## Népesség
A település lakosságának változását az alábbi diagram mutatja:
| Lakosok száma | 440  | 438  | 390  | 344  | 301  | 237  | 445  | 492  | 591  | 650  |
|               | 1869 | 1890 | 1921 | 1950 | 1980 | 2001 | 2017 | 2019 | 2022 | 2024 |